# アル・リヤドSC
アル・リヤドSC（英語: Al-Riyadh SC, アラビア語: نادي الرياض السعودي)）は、サウジアラビアのリヤドをホームタウンとする、サウジ・プロフェッショナルリーグに加盟するプロサッカークラブである。

## タイトル

### 国内タイトル
- サウジ・ファーストディヴィジョンリーグ : 2回
  - 1977-78, 1988-89
- クラウンプリンスカップ : 1回
  - 1993-94
- プリンス・ファイサル・カップ（英語版） : 1回
  - 1994-95

### 国際タイトル
- なし

## 現所属メンバー
2023年11月14日現在
注：選手の国籍表記はFIFAの定めた代表資格ルールに基づく。
| No. | Pos. |                | 選手名                                                  |
| --- | ---- | -------------- | ------------------------------------------------------- |
| 1   | GK   | サウジアラビア | ラカン・アル＝ナジャール                                |
| 2   | DF   | サウジアラビア | アミリ・クルディ                                        |
| 4   | DF   | サウジアラビア | ムハンマド・アル＝シャワレク                            |
| 5   | DF   | サウジアラビア | ハリド・アル＝シュワイ                                  |
| 6   | DF   | ルーマニア     | アリン・トシュカ (ベネヴェント・カルチョからレンタル中) |
| 7   | FW   | サウジアラビア | ムハンマド・アル＝アクエル                              |
| 8   | MF   | サウジアラビア | アブドゥレラー・アル＝ハイバリ                          |
| 9   | FW   | ジャマイカ     | アンドレ・グレイ                                        |
| 11  | MF   | ジンバブエ     | ナレッジ・ムソナ                                        |
| 12  | DF   | サウジアラビア | アブドゥラー・アル＝ドッサリ                            |
| 13  | DF   | サウジアラビア | フムード・アル＝ドッサリ                                |
| 14  | FW   | サウジアラビア | サレハ・アル＝アッバス                                  |
| 15  | MF   | サウジアラビア | アブドゥルハディ・アル＝ハラジン                        |
| 16  | MF   | サウジアラビア | サレハ・アル＝サイード                                  |
| 18  | MF   | サウジアラビア | モハメド・アル＝オキル                                  |

| No. | Pos. |                | 選手名                             |
| --- | ---- | -------------- | ---------------------------------- |
| 20  | MF   | ガボン         | ディディエ・イブラヒム・エンドング |
| 22  | GK   | サウジアラビア | ザイド・アル＝バワルディ           |
| 24  | MF   | サウジアラビア | アブドゥルモーセン・アル＝カータニ |
| 25  | GK   | ウルグアイ     | マルティン・カンパーニャ           |
| 26  | MF   | サウジアラビア | アリ=アル＝ザカーン                |
| 27  | DF   | サウジアラビア | フセイン・アル＝ノワイキ           |
| 28  | MF   | サウジアラビア | バーダー・アル＝ムタイリ           |
| 29  | DF   | サウジアラビア | アハメド・アシリ                   |
| 36  | DF   | ベルギー       | ディノ・アルスラナギッチ           |
| 40  | GK   | サウジアラビア | アブドゥラフマン・アル＝シャンマリ |
| 60  | MF   | マリ共和国     | ビラマ・トゥーレ                   |
| 77  | MF   | サウジアラビア | モアイド・アル＝フーティ           |
| 80  | MF   | サウジアラビア | ファハド・アル＝ラシディ           |
| 88  | MF   | サウジアラビア | ヤヒヤ・アッ＝シェフリー           |

監督
- オダイール・ヘルマン

## 歴代監督
- ハリド・アル・コロニ 2010
- ファハド・アル・ハムダン 2010
- マリアン・ボンドレア 2010–2011
- モハメド・アルド 2011
- ジャメル・ベルカセム 2011–2012
- アイマン・エル・ヤマニ 2012
- ハビブ・ベン・ロムダン 2012–2014
- アミール・アラーギッチ 2014
- ロトフィ・カドリ 2014
- ズハイル・ルアティ 2014–2015
- レアンドロ シンプソン ルオレド 2015
- アブデラゼク・チェビ 2015–2016
- スルタン・ハメース 2016
- ハニ・アンワル 2016–2017
- アデル・ラトラック 2017
- ユーセフ・カミーズ 2017–2018
- バンダル・アル＝ジャイテン 2018
- アムロ・アンワル 2018
- バンダル・アル＝ジャイテン 2018–2019
- ハリド・アル・コロニ 2019
- サード・アル・スバイエ 2019–2020
- ユスリ・ビン・カーラ 2020–2021
- アニス・チャイエブ 2021
- モンセフ・ムチャレク 2021–2022
- デヤン・アルソフ 2022
- テオ・ピリジャ 2022
- ダミール・ブリッチ 2022–2023
- ヤニック・フェレーラ 2023
- バンダル・アル＝クバイシャン 2023
- オダイール・ヘルマン 2023–

## 歴代所属選手
- ムラーリャ 2022-2023
- ニコラ・ストイリコヴィッチ 2022-2023
- マルティン・カンパーニャ 2023-
- ディディエ・イブラヒム・エンドング 2023-
- フアン・ミゲル・ヒメネス・ロペス 2023
- ナレッジ・ムソナ 2023-
- アンドレ・グレイ 2023-